# Rafał
Rafał – imię męskie pochodzenia semickiego wywodzące się od hebrajskiego słowa רָפָאֵל (Rafael) składającego się z „rofe” (uzdrowiciel/lekarz) i przyrostka "-el" (Pan, Bóg), tłumaczone jako Bóg uleczy/uzdrowi. 
Żeńska forma: Rafaela.
Wśród imion nadawanych nowo narodzonym dzieciom, Rafał w 2017 r. zajmował 66. miejsce z 560 nadaniami. W całej populacji Polski według stanu na 1 stycznia 2019 r. Rafał stanowi 22. co do częstości imię męskie, mając 240 460 nadań. Jako drugie imię został nadany 86 726 razy i stanowi 34. co do popularności drugie imię męskie. Według stanu 19 stycznia 2024 roku imię to nosi w Polsce 261 766 mężczyzn.
W Polsce imię Rafał stało się popularne pod koniec lat 30. XX wieku, do czego przyczyniła się powieść Znachor Tadeusza Dołęgi-Mostowicza z 1937 roku. Jak wyjaśnia biograf pisarza Jarosław Górski: "Popularność powieści i filmu wyrażała się także w tym, że młodzi rodzice dużo częściej, w porównaniu z wcześniejszym okresem, nadawali teraz swoim nowo narodzonym synom imię Rafał (a więc imię tytułowego bohatera), a córkom zestawienie Maria Jolanta (imiona córki prof. Wilczura-Znachora). Imię Mariola, którym, jako pieszczotliwym połączeniem imion Maria i Jolanta powieściowo-filmowi małżonkowie Wilczurowie nazwali swoją córkę, wcześniej nie było notowane w polskich spisach imion, rozpowszechniło się dopiero wraz z fabułą powieści i jej ekranizacją i zostało w polszczyźnie".

## Rafał w językach obcych
- albański – Rafael
- angielski – Raphael
- czeski – Rafael
- fiński – Rafael; rzadziej Raafael
- francuski – Raphaël
- hebrajski – Refa’el
- hiszpański – Rafael
- łaciński – Raphael
- niemiecki – Rafael
- portugalski – Rafael
- rosyjski – Рафаил (Rafaił)
- ukraiński – Рафаїл (Rafajił)
- włoski – Raffaele, Raffaello

## Imieniny Rafała
24 stycznia, 20 marca, 20 czerwca, 29 września, 30 września, 24 października, 20 listopada, 2 grudnia.

## Patroni imienia Rafał
- Archanioł Rafael – patron aptekarzy, lekarzy, pielgrzymów, podróżnych, uciekinierów, wędrowców, żeglarzy
- bł. Rafał Chyliński – franciszkanin
- św. Rafał Kalinowski – ksiądz, zakonnik, patron żołnierzy i sybiraków

## Znane osoby o imieniu Rafał
- Rafał Augustyn, chodziarz
- Rafał Bartmiński, śpiewak operowy
- Rafał Barycz, architekt
- Rafał Blechacz, pianista
- Rafał Boguski, piłkarz
- Rafał Bruski, prezydent Bydgoszczy
- Rafał Bryndal, satyryk
- Rafał Brzozowski, piosenkarz
- Rafał Drozd, aktor
- Rafał Dutkiewicz, prezydent Wrocławia
- Rafał Filek, judoka
- Rafał Grupiński, polityk
- Raphaël Haroche, francuski piosenkarz
- Rafał Jonkisz, Mister Polski 2015
- Rafał Karcz, kick-boxer
- Rafał Kosik, pisarz s-f
- Rafał Królikowski, aktor
- Rafał Kubacki, polski judoka
- Rafael Kubelík, czeski kompozytor
- Rafał Kurmański, żużlowiec
- Rafał Kwietniewski, aktor
- Rafał Leszczyński (zm. ok. 1467) – kasztelan przemęcki
- Rafał Leszczyński (zm. 1501) – kasztelan poznański, marszałek nadworny koronny
- Rafał Leszczyński (zm. 1527) – biskup płocki, wcześniej przemyski
- Rafał Leszczyński (ok. 1526–1592) – kasztelan śremski (wcześniej wojewoda brzeskokujawski), działacz ruchu egzekucyjnego
- Rafał Leszczyński (1579–1636) – wojewoda bełski
- Rafał Leszczyński (1650–1703) – podskarbi wielki koronny
- Rafał Leszczyński – polski piłkarz
- Rafał Leszczyński – filolog zachodniosłowiański, tłumacz Biblii
- Rafał Marcin Leszczyński – teolog protestancki i publicysta
- Rafał Libera, judoka
- Rafał Maćkowiak, aktor
- Rafał Majka, kolarz
- Rafał Maserak, tancerz
- Rafał Maślak, Mister Polski 2014
- Rafał Matyja, politolog
- Rafał Mohr, aktor
- Rafael Moneo, hiszpański architekt
- Rafał Mroczek, aktor
- Rafał Murawski, piłkarz
- Rafael Nadal, hiszpański tenisista
- Rafał Olbiński, malarz i plakacista
- Rafał Olbrychski, aktor

- Rafał Pacześ, stand-Upper, komik

- Rafał Paczkowski, muzyk, dźwiękowiec
- Rafał Patyra, dziennikarz
- Raphaël Poirée, francuski biathlonista
- Rafał Radziszewski, hokeista
- Rafael Redwitz, brazylijski siatkarz
- Rafael Reyes (1849–1921) – kolumbijski generał i polityk, także badacz Amazonii, dowódca wojsk konserwatystów w wojnie domowej (1899–1902), dyktatorski prezydent kraju od 1904 do 1909
- Rafał Rutkowski, aktor
- Rafael Santi, włoski malarz i architekt
- Rafał Siadaczka, piłkarz
- Rafał Sonik, motocyklista
- Rafał Stec, dziennikarz
- Rafał Szukała, pływak
- Rafał Śliż, skoczek narciarski
- Rafał Trzaskowski, Prezydent m. st. Warszawy
- Rafał Urban, pisarz
- Rafał Wojaczek, poeta
- Rafał Wilk, żużlowiec
- Rafał Zbieć, aktor
- Rafał Ziemkiewicz, dziennikarz
- Rafał Kuptel, szczypiornista
- Rafał Buszek, siatkarz

## Fikcyjne osoby o imieniu Rafał
- Rafał Wilczur – bohater powieści Tadeusza Dołęgi-Mostowicza Znachor oraz Profesor Wilczur
- Rafał Olbromski – bohater powieści Stefana Żeromskiego Popioły
- Czarny Rafał - jeden z bohaterów powieści Antoniny Domańskiej Historia żółtej ciżemki.